# Llista d'asteroides/148901-149000
| Nom      | Designació provisional | Data de descobriment   | Lloc de descobriment | Descobridor/s                              |
| -------- | ---------------------- | ---------------------- | -------------------- | ------------------------------------------ |
| 148901 - | 2001 WR67              | 20 de novembre de 2001 | Socorro              | LINEAR                                     |
| 148902 - | 2001 WA68              | 20 de novembre de 2001 | Socorro              | LINEAR                                     |
| 148903 - | 2001 WX70              | 20 de novembre de 2001 | Socorro              | LINEAR                                     |
| 148904 - | 2001 WD89              | 20 de novembre de 2001 | Socorro              | LINEAR                                     |
| 148905 - | 2001 WA90              | 21 de novembre de 2001 | Socorro              | LINEAR                                     |
| 148906 - | 2001 WC91              | 21 de novembre de 2001 | Socorro              | LINEAR                                     |
| 148907 - | 2001 WA93              | 21 de novembre de 2001 | Socorro              | LINEAR                                     |
| 148908 - | 2001 XL1               | 9 de desembre de 2001  | Palomar              | NEAT                                       |
| 148909 - | 2001 XA2               | 8 de desembre de 2001  | Socorro              | LINEAR                                     |
| 148910 - | 2001 XY9               | 9 de desembre de 2001  | Socorro              | LINEAR                                     |
| 148911 - | 2001 XX13              | 9 de desembre de 2001  | Socorro              | LINEAR                                     |
| 148912 - | 2001 XK18              | 9 de desembre de 2001  | Socorro              | LINEAR                                     |
| 148913 - | 2001 XE34              | 9 de desembre de 2001  | Socorro              | LINEAR                                     |
| 148914 - | 2001 XX35              | 9 de desembre de 2001  | Socorro              | LINEAR                                     |
| 148915 - | 2001 XR36              | 9 de desembre de 2001  | Socorro              | LINEAR                                     |
| 148916 - | 2001 XF41              | 9 de desembre de 2001  | Socorro              | LINEAR                                     |
| 148917 - | 2001 XL48              | 10 de desembre de 2001 | Socorro              | LINEAR                                     |
| 148918 - | 2001 XJ50              | 10 de desembre de 2001 | Socorro              | LINEAR                                     |
| 148919 - | 2001 XG51              | 10 de desembre de 2001 | Socorro              | LINEAR                                     |
| 148920 - | 2001 XB54              | 10 de desembre de 2001 | Socorro              | LINEAR                                     |
| 148921 - | 2001 XO69              | 11 de desembre de 2001 | Socorro              | LINEAR                                     |
| 148922 - | 2001 XW72              | 11 de desembre de 2001 | Socorro              | LINEAR                                     |
| 148923 - | 2001 XH73              | 11 de desembre de 2001 | Socorro              | LINEAR                                     |
| 148924 - | 2001 XL73              | 11 de desembre de 2001 | Socorro              | LINEAR                                     |
| 148925 - | 2001 XD75              | 11 de desembre de 2001 | Socorro              | LINEAR                                     |
| 148926 - | 2001 XR75              | 11 de desembre de 2001 | Socorro              | LINEAR                                     |
| 148927 - | 2001 XM77              | 11 de desembre de 2001 | Socorro              | LINEAR                                     |
| 148928 - | 2001 XW79              | 11 de desembre de 2001 | Socorro              | LINEAR                                     |
| 148929 - | 2001 XN89              | 10 de desembre de 2001 | Socorro              | LINEAR                                     |
| 148930 - | 2001 XN90              | 10 de desembre de 2001 | Socorro              | LINEAR                                     |
| 148931 - | 2001 XA92              | 10 de desembre de 2001 | Socorro              | LINEAR                                     |
| 148932 - | 2001 XR92              | 10 de desembre de 2001 | Socorro              | LINEAR                                     |
| 148933 - | 2001 XZ99              | 10 de desembre de 2001 | Socorro              | LINEAR                                     |
| 148934 - | 2001 XO101             | 10 de desembre de 2001 | Socorro              | LINEAR                                     |
| 148935 - | 2001 XU106             | 10 de desembre de 2001 | Socorro              | LINEAR                                     |
| 148936 - | 2001 XL113             | 11 de desembre de 2001 | Socorro              | LINEAR                                     |
| 148937 - | 2001 XK114             | 13 de desembre de 2001 | Socorro              | LINEAR                                     |
| 148938 - | 2001 XB117             | 13 de desembre de 2001 | Socorro              | LINEAR                                     |
| 148939 - | 2001 XT123             | 14 de desembre de 2001 | Socorro              | LINEAR                                     |
| 148940 - | 2001 XF126             | 14 de desembre de 2001 | Socorro              | LINEAR                                     |
| 148941 - | 2001 XC131             | 14 de desembre de 2001 | Socorro              | LINEAR                                     |
| 148942 - | 2001 XC138             | 14 de desembre de 2001 | Socorro              | LINEAR                                     |
| 148943 - | 2001 XA139             | 14 de desembre de 2001 | Socorro              | LINEAR                                     |
| 148944 - | 2001 XW141             | 14 de desembre de 2001 | Socorro              | LINEAR                                     |
| 148945 - | 2001 XS144             | 14 de desembre de 2001 | Socorro              | LINEAR                                     |
| 148946 - | 2001 XE148             | 14 de desembre de 2001 | Socorro              | LINEAR                                     |
| 148947 - | 2001 XA151             | 14 de desembre de 2001 | Socorro              | LINEAR                                     |
| 148948 - | 2001 XQ154             | 14 de desembre de 2001 | Socorro              | LINEAR                                     |
| 148949 - | 2001 XM159             | 14 de desembre de 2001 | Socorro              | LINEAR                                     |
| 148950 - | 2001 XX163             | 14 de desembre de 2001 | Socorro              | LINEAR                                     |
| 148951 - | 2001 XB167             | 14 de desembre de 2001 | Socorro              | LINEAR                                     |
| 148952 - | 2001 XD179             | 14 de desembre de 2001 | Socorro              | LINEAR                                     |
| 148953 - | 2001 XE188             | 14 de desembre de 2001 | Socorro              | LINEAR                                     |
| 148954 - | 2001 XX203             | 11 de desembre de 2001 | Socorro              | LINEAR                                     |
| 148955 - | 2001 XQ204             | 11 de desembre de 2001 | Socorro              | LINEAR                                     |
| 148956 - | 2001 XC205             | 11 de desembre de 2001 | Socorro              | LINEAR                                     |
| 148957 - | 2001 XD205             | 11 de desembre de 2001 | Socorro              | LINEAR                                     |
| 148958 - | 2001 XM216             | 14 de desembre de 2001 | Socorro              | LINEAR                                     |
| 148959 - | 2001 XU222             | 15 de desembre de 2001 | Socorro              | LINEAR                                     |
| 148960 - | 2001 XY222             | 15 de desembre de 2001 | Socorro              | LINEAR                                     |
| 148961 - | 2001 XM224             | 15 de desembre de 2001 | Socorro              | LINEAR                                     |
| 148962 - | 2001 XU224             | 15 de desembre de 2001 | Socorro              | LINEAR                                     |
| 148963 - | 2001 XW225             | 15 de desembre de 2001 | Socorro              | LINEAR                                     |
| 148964 - | 2001 XF226             | 15 de desembre de 2001 | Socorro              | LINEAR                                     |
| 148965 - | 2001 XK227             | 15 de desembre de 2001 | Socorro              | LINEAR                                     |
| 148966 - | 2001 XT228             | 15 de desembre de 2001 | Socorro              | LINEAR                                     |
| 148967 - | 2001 XV231             | 15 de desembre de 2001 | Socorro              | LINEAR                                     |
| 148968 - | 2001 XN233             | 15 de desembre de 2001 | Socorro              | LINEAR                                     |
| 148969 - | 2001 XY233             | 15 de desembre de 2001 | Socorro              | LINEAR                                     |
| 148970 - | 2001 XG235             | 15 de desembre de 2001 | Socorro              | LINEAR                                     |
| 148971 - | 2001 XZ236             | 15 de desembre de 2001 | Socorro              | LINEAR                                     |
| 148972 - | 2001 XN237             | 15 de desembre de 2001 | Socorro              | LINEAR                                     |
| 148973 - | 2001 XP249             | 14 de desembre de 2001 | Socorro              | LINEAR                                     |
| 148974 - | 2001 XD250             | 14 de desembre de 2001 | Socorro              | LINEAR                                     |
| 148975 - | 2001 XA255             | 9 de desembre de 2001  | Mauna Kea            | D. C. Jewitt, S. S. Sheppard, J. T. Kleyna |
| 148976 - | 2001 XN264             | 14 de desembre de 2001 | Kitt Peak            | Spacewatch                                 |
| 148977 - | 2001 YX21              | 18 de desembre de 2001 | Socorro              | LINEAR                                     |
| 148978 - | 2001 YO24              | 18 de desembre de 2001 | Socorro              | LINEAR                                     |
| 148979 - | 2001 YH27              | 18 de desembre de 2001 | Socorro              | LINEAR                                     |
| 148980 - | 2001 YA33              | 18 de desembre de 2001 | Socorro              | LINEAR                                     |
| 148981 - | 2001 YU34              | 18 de desembre de 2001 | Socorro              | LINEAR                                     |
| 148982 - | 2001 YS38              | 18 de desembre de 2001 | Socorro              | LINEAR                                     |
| 148983 - | 2001 YT39              | 18 de desembre de 2001 | Socorro              | LINEAR                                     |
| 148984 - | 2001 YA41              | 18 de desembre de 2001 | Socorro              | LINEAR                                     |
| 148985 - | 2001 YF43              | 18 de desembre de 2001 | Socorro              | LINEAR                                     |
| 148986 - | 2001 YO47              | 18 de desembre de 2001 | Socorro              | LINEAR                                     |
| 148987 - | 2001 YC48              | 18 de desembre de 2001 | Socorro              | LINEAR                                     |
| 148988 - | 2001 YR67              | 18 de desembre de 2001 | Socorro              | LINEAR                                     |
| 148989 - | 2001 YM73              | 18 de desembre de 2001 | Socorro              | LINEAR                                     |
| 148990 - | 2001 YX92              | 17 de desembre de 2001 | Kitt Peak            | Deep Lens Survey                           |
| 148991 - | 2001 YH98              | 17 de desembre de 2001 | Socorro              | LINEAR                                     |
| 148992 - | 2001 YS100             | 17 de desembre de 2001 | Socorro              | LINEAR                                     |
| 148993 - | 2001 YA101             | 17 de desembre de 2001 | Socorro              | LINEAR                                     |
| 148994 - | 2001 YT121             | 17 de desembre de 2001 | Socorro              | LINEAR                                     |
| 148995 - | 2001 YL122             | 17 de desembre de 2001 | Socorro              | LINEAR                                     |
| 148996 - | 2001 YA123             | 17 de desembre de 2001 | Socorro              | LINEAR                                     |
| 148997 - | 2001 YU126             | 17 de desembre de 2001 | Socorro              | LINEAR                                     |
| 148998 - | 2001 YF127             | 17 de desembre de 2001 | Socorro              | LINEAR                                     |
| 148999 - | 2001 YF128             | 17 de desembre de 2001 | Socorro              | LINEAR                                     |
| 149000 - | 2001 YM130             | 17 de desembre de 2001 | Socorro              | LINEAR                                     |